# Ластівка білосмуга
Ластівка білосмуга (Atticora fasciata) — вид горобцеподібних птахів родини ластівкових (Hirundinidae). Мешкає в Амазонії та на Гвіанському нагір'ї.

## Опис

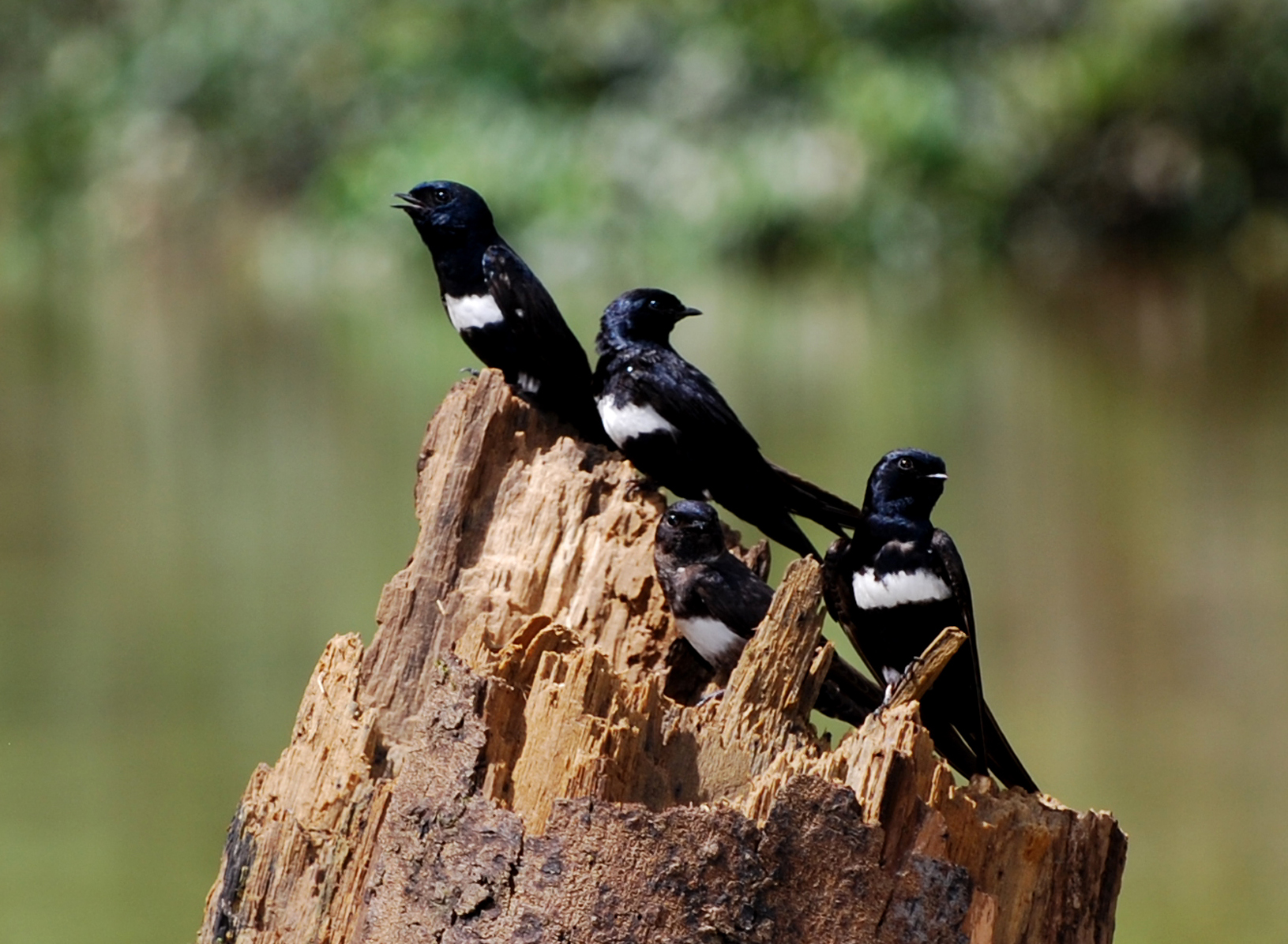
Білосмугі ластівки

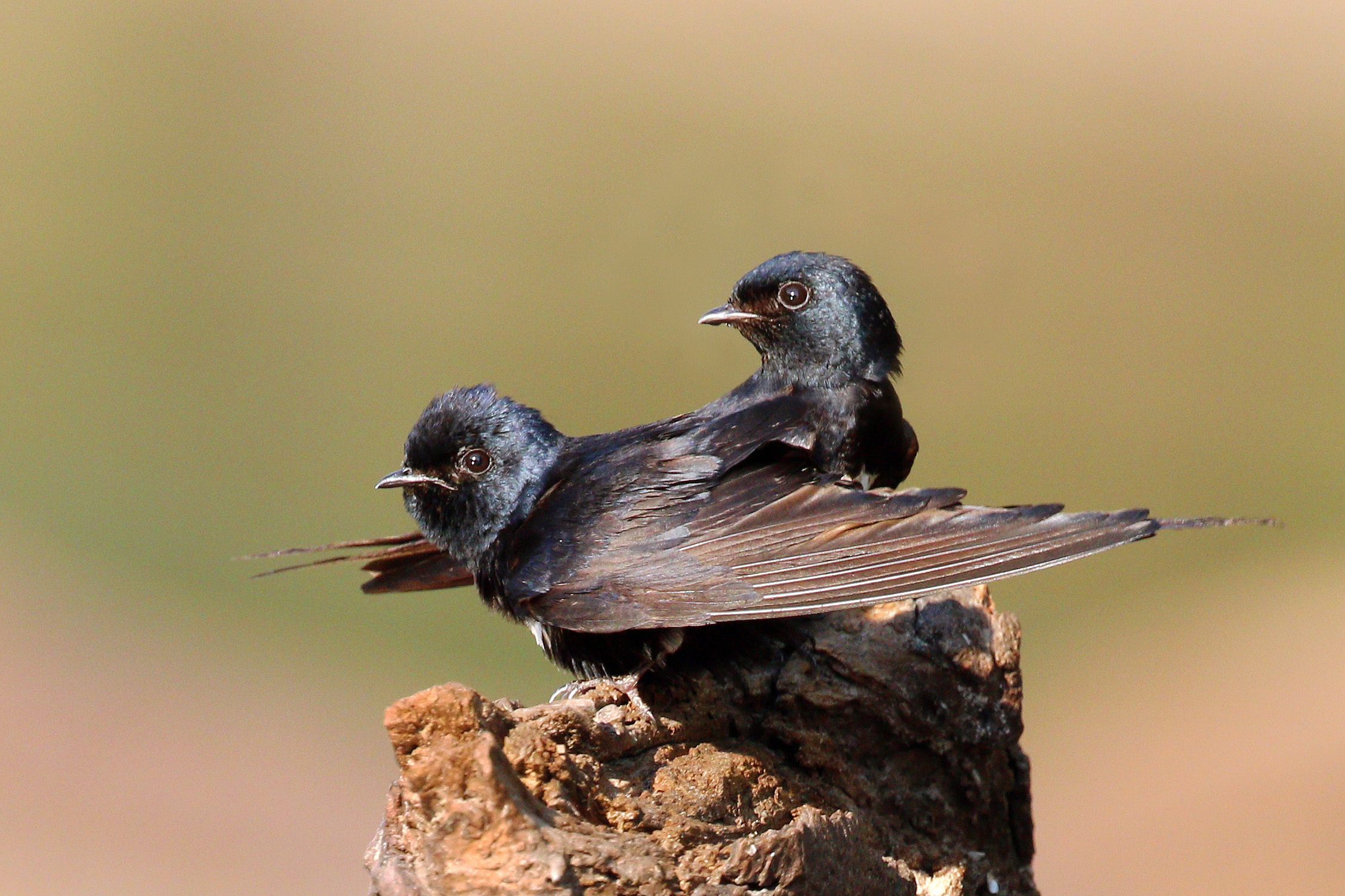
Білосмугі ластівки

Довжина птаха становить 15 см, розмах крил 92-108 см. Самці важать 12-14 г, самиці 12,8-15,8 г. Представники південних популяцій мають менші розміри. ніж представники північних. Забарвлення майже повністю синювато-чорне, блискуче, за винятком смуги на грудях, стегон і країв крил, які є білими. Нижні покривні пера крил чорнувато-коричневі. Хвіст глибоко роздвоєний. Молоді птахи мають більш тьмяне, коричневе забарвлення.

## Поширення і екологія
Білосмугі ластівки мешкають в Колумбії, Еквадорі, Перу, Болівії, Бразилії, Венесуелі, Гаяні, Суринамі і Французькій Гвіані. Вони живуть у вологих рівнинних тропічних лісах, на берегах річок. Зустрічаються поодинці або невеликими зграйками, на висоті до 1000 м над рівнем моря. Іноді приєднуються до змішаних зграй птахів разом з чорношиїми ластівками і білокрилими білозорками. Живляться комахами, яких ловлять в польоті, кружляючи над річкою, час від часу сідаючи на каміння. Гніздяться в норах, в яких розміщують гнізда з сухої трави. Іноді утворюють невеликі колонії. В кладці 4-5 білях яєць, розміром 18,5×12,8 мм.